# Gare de Lucé
Gare de Lucé vasútállomás Franciaországban, Lucé településen.

## Vasútvonalak
Az állomást az alábbi vasútvonalak érintik:
- Chartres–Bordeaux-vasútvonal

## Kapcsolódó állomások
A vasútállomáshoz az alábbi állomások vannak a legközelebb:
- Gare de La Taye
- Gare de Chartres